# 파라에타케네 전투
파라에타케네 전투(Battle of Paraitacene)는 기원전 317년에 현재 이란의 파라에타케네에서 일어난 알렉산더 대왕의 후계자들인 에우메네스와 안티고노스가 충돌한 전투이다.

## 배경
헬레스폰투스 전투에서 에우메네스는 승리를 거두었지만, 그 전후로 그의 후원자였던 페르디카스가 암살당해서 에우메네스는 세력 기반을 잃게 된다. 페르디카스는 페르디카스 파였던 자들에 의해 기원전 321년의 트리파라디소스 협의 시 감싸는 사람 없이 죽음을 선고받고 페르디카스 파 토벌 임무를 맡은 안티고노스와 싸웠다. 그러나 다른 페르디카스 파와의 연계를 하려 했지만 실패했고, 아군의 배신 등으로 몰려서 그는 카파도키아의 노라에서 포위를 당했다.
기원전 319년 섭정 안티파트로스가 죽고 노장 폴리페르콘이 그 지위를 이어받았다. 그러나 자신이 바로 아버지의 지위를 물려받았어야 했다고 생각했던 안티파트로스의 아들 카산드로스는 안티고노스 등과 함께 폴리페르콘에 적대하는 태도를 보였다. 반면 폴리페르콘은 에우메네스와 연대하여 그들에게 대항하려 했다. 폴리페르콘의 도움을 받은 에우메네스는 노라를 탈출하고 살아남을 수 있었다. 알렉산더 3세 (대왕)의 어린 아들 알렉산드로스 4세를 왕으로 지지하던 대왕의 어머니 올림피아스의 지지를 얻게 된 에우메네스는 왕의 명을 받아 정예 보병인 방패 병단을 포함한 군단을 장악했다. 이렇게 다시 에우메네스는 안티고노스와 창을 섞어야 했다.

## 병력
디오도로스에 따르면 양군과 병력과 포진은 다음과 같았다.
에우메네스 군은 보병 35000명, 기병 6100기, 전투코끼리 114마리였다. 에우메네스는 좌익에 에우다모스가 이끄는 기병대 200기, 스타산드로스가 이끄는 기병 950기, 암피마코스가 이끄는 기병 600기, 케파론이 이끄는 기병 600기, 그리고 파라파미소스의 기병 500기, 그것과 동수의 트라키아 인 기병을 배치하고, 틈새를 궁병과 투석병으로 채우고, 45마리의 전투코끼리를 좌익의 정면과 측면에 반원 모양으로 배치했다. 좌익의 총 기병 3350기와 전투코끼리 45마리, 그리고 구체적인 숫자를 알 수 없는 궁병과 투석병을 배치했다. 중앙 왼쪽에서 용병 6000명,이어서 마케도니아 식으로 무장한 다양한 민족으로 구성된 보병 5000명, 은방패 병단 3000명, 히파스파스타이 보병 3000명을, 그 전면에 경장보병의 틈새를 메운 40마리의 전투코끼리를 배치했다. 중앙의 합계는 보병 17,000명과 전투코끼리 40마리였다. 우익은 왼쪽을 틀레폴레모스가 이끄는 카르마니아 기병 800명, 헤타이로이 기병 900기, 하나로 정리된 페우케스타스와 안티게네스가 기병 300기, 그리고 최우익에 에우메네스가 진을 치고 그는 앞으로 기병 100기를, 그 뒤에 스스로 주도적으로 추려낸 기병 300기, 가장자리에는 기병 200기를 배치했다. 그리고 40마리의 전투코끼리가 우익을 감싸도록 배치됐다. 우익에는 총 기병 2,600기와 전투코끼리 40마리가 있었다.
반면, 안티고노스의 병력은 셀레우코스와 페이톤에서 지원군을 포함하여 보병 28,000명 이상, 기병 8500기, 전투코끼리 65마리였다. 안티고노스는 적의 포진을 보고 군대를 배치했다. 왼쪽에서 들어 가면, 메디아와 파르티아에서의 경기병 1000명(그들을 배치한 것은 경장 무장이기 때문에 발빠르게 선회를 하여 적을 교란시킬 것을 의도한 것이다), 타렌티네 기병 2200기, 프리기아와 리디아의 기병 1000기, 페이톤이 이끄는 기병 1500기, 류사니아스가 이끄는 창기병 400명, 고지 태수령에서 기병 800기를 배치하고, 페이톤이 이들을 총지휘했다. 좌익은 총 기병 6,900기였다. 중앙은 에우메네스 군과 마찬가지로 보병이 배치되어, 왼쪽은 용병 9000명, 류키아 인과 팜필리아 인 부대 3000명, 마케도니아 식으로 무장한 잡다한 부대 8000명, 마케도니아인 보병 8000명으로 모두 28,000명이었다. 우익은 왼쪽에 용병 기병 500기, 트라키아 인 기병 1000기, 동맹군 기병 500기, 헤타이로이 기병 1000기로 이상의 기병은 안티고노스의 아들 데메트리오스가 이끌었다. 최우익은 안티고노스 스스로가 진을 치고 기병 700기를 이끌었다. 그리고 날개의 주위를 둘러싸도록 틈새를 경장보병에 묻은 전투코끼리 30마리를 배치했다. 나머지 전투코끼리 35마리는 대부분 중앙에, 일부는 좌익에 배치했다. 우익의 총 기병은 3700기였고, 전투코끼리는 30마리였다. 안티고노스는 “우익을 밀어내고, 좌익은 진행을 지연시키고, 좌익은 전투를 피하게 해서, 우익의 전투에서 대사를 결정한다”라는 전략을 세웠다.

## 회전
트럼펫 신호와 함께 전투가 시작되었다. 안티고노스 군 좌익을 맡은 페이톤은 적의 전투코끼리 부대와 정면으로 부딪치는 좋지 않다고 생각하고, 측면으로 우회하여 공격을 가했다. 우익이 열세에 처하자, 에우메네스는 좌익의 에우다모스 부대로 구원을 하게 했다. 에우다모스는 페이톤을 패주시키고 추격을 했다. 중앙에서 은방패 병단의 활약으로 에우메네스 군이 우위에 있었다. 이렇게 에우메네스 군의 우익과 중앙은 안티고노스 군을 압도했지만, 우익과 중앙의 전진으로 생긴 좌익의 틈새를 안티고노스가 돌격하여 에우메네스 군 좌익을 물리쳤다. 이와 병행하여 안티고노스는 패주하고 있는 보병부대를 수습하여 전열을 가다듬었다. 이에 따라 에우메네스는 우익과 중앙의 적 추격을 멈추게 하고, 좌익을 구하기 위해 물러났다.
양측은 다시 싸우려고 했지만, 밤이 되었기 때문에 서로의 진영으로 돌아왔다. 이 전투에서 안티고노스 군 중 보병 3700명과 기병 54기가 전사하고, 4000명 이상이 부상당했다. 한편 에우메네스 군은 보병 540명과 약간의 기병이 전사하고 부상자는 900명 이상이었다.

## 결과
안티고노스는 새벽에 진을 접고 병사에 공급을 하기 위해 아직도 약탈되지 않은 메디아 지방으로 향하고, 에우메네스도 그것을 따라 갔다. 이 회전은 쌍방 모두 상대에게 결정적인 타격을 주지못했고, 결과적으로는 무승부로 끝났다. 이렇게 그들의 결말은 이듬해 〈가비에네 전투〉로 미루어지게 되었다.

## 참고 문헌
- 디오도로스 시켈로스의 《역사총서》 (영어)